# Bouguenais
Bouguenais est une commune de l'ouest de la France, située dans le département de la Loire-Atlantique, en région Pays de la Loire.
La commune fait partie de la Bretagne historique, dans le pays traditionnel du Pays de Retz et dans le pays historique du Pays nantais.
Ses habitants, les Bouguenaisiens, étaient 19 903 au recensement de 2019, selon l'INSEE.

## Géographie

Situation de la commune en Loire-Atlantique.

### Situation
Bouguenais est situé sur la rive gauche de la Loire, à 6 km au sud-ouest du centre de Nantes.
Les communes limitrophes sont Nantes, Rezé, Pont-Saint-Martin, Saint-Aignan-Grandlieu, Bouaye, Brains, La Montagne et Indre.

### Géographie physique
La plus grande partie de la commune s'étend sur un plateau de faible altitude situé entre la Loire et le lac de Grand-Lieu, terminé au nord par un coteau dominant la Loire.
Le long de la Loire, se trouve une plaine fluviale. Jusqu'au début du XXe siècle, il s'agissait de plusieurs îles séparées par des bras secondaires du fleuve, la plus au nord étant l'île de Cheviré. L'Île de la Fourche est une zone de remblai constituée après la Seconde Guerre mondiale.

### Géographie humaine

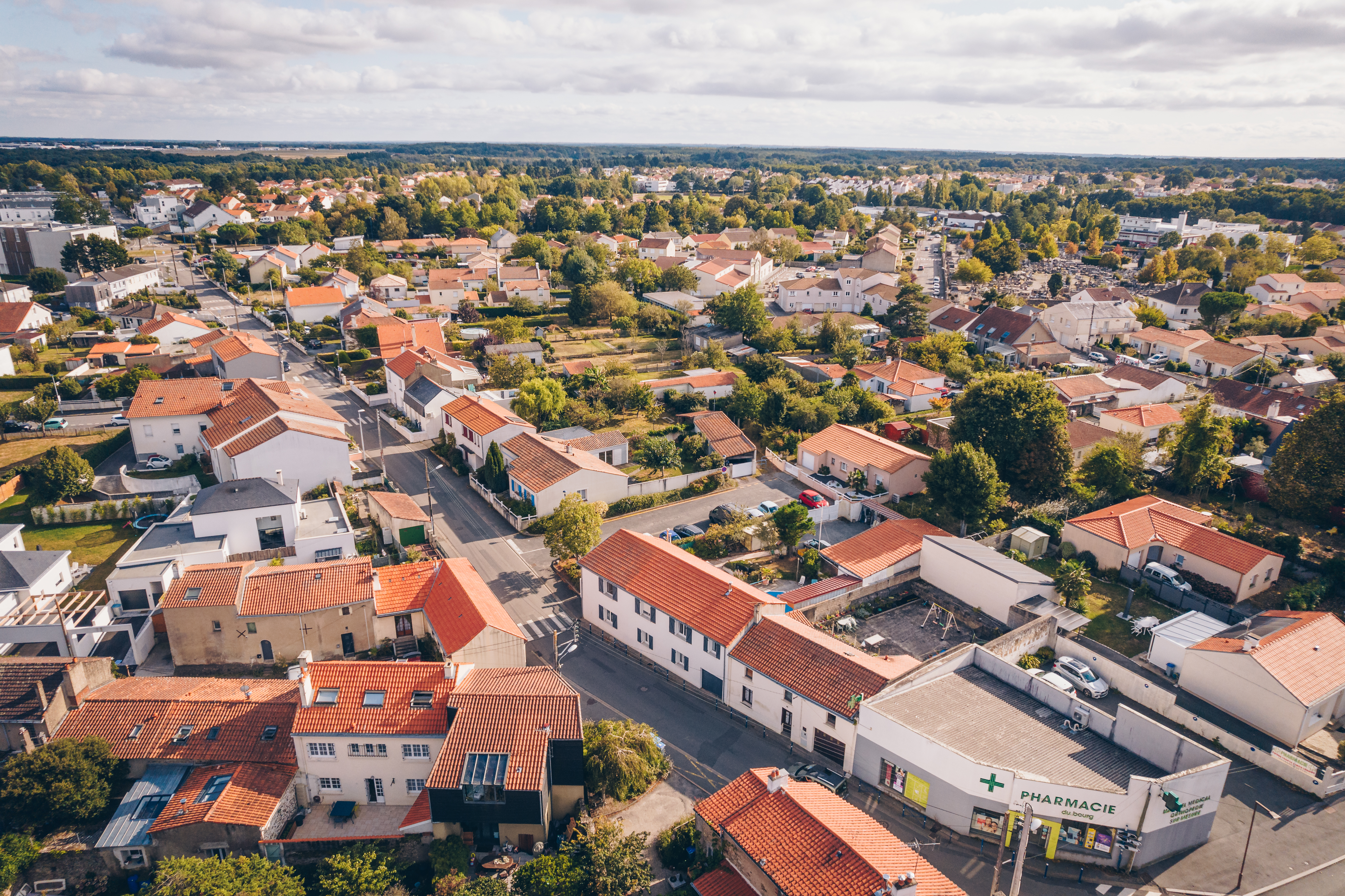
Le Bourg de Bouguenais, vu du ciel

La commune a deux centres, tous deux situés sur le coteau : le Bourg et les Couëts, que leur éloignement fait habituellement considérer comme deux entités distinctes.
Le bourg est le centre principal avec la mairie et différents autres services.
Le quartier des Couëts, à 2,5 km environ du bourg, est adjacent à l'agglomération de Rezé. On y trouve notamment une église, un collège public, une école primaire et un lycée professionnel.
En dehors de ces deux centres, on trouve un certain nombre d'anciens villages, soit fluviaux (Port Lavigne, La Roche Ballue...), soit ruraux (La Matrasserie, La Bouguinière, La Ville au Denis...), aujourd'hui rattachées à la commune.
La plaine fluviale est largement occupée actuellement par la zone industrialo-portuaire de Cheviré.
Au sud de la commune, se trouve l'aéroport de Nantes-Atlantique, avec sa propre zone d'activités.
La commune est traversée par deux grandes voies de communication : la route de Pornic/Saint-Brevin/Paimbœuf, et le périphérique de Nantes, avec le pont de Cheviré qui relie la commune à Nantes.

### Climat
Pour des articles plus généraux, voir Climat des Pays de la Loire et Climat de la Loire-Atlantique.
En 2010, le climat de la commune est de type climat océanique franc, selon une étude du CNRS s'appuyant sur une série de données couvrant la période 1971-2000. En 2020, Météo-France publie une typologie des climats de la France métropolitaine dans laquelle la commune est exposée à un climat océanique et est dans la région climatique  Bretagne orientale et méridionale, Pays nantais, Vendée, caractérisée par une faible pluviométrie en été et une bonne insolation. 
Pour la période 1971-2000, la température annuelle moyenne est de 12,2 °C, avec une amplitude thermique annuelle de 13,4 °C. Le cumul annuel moyen de précipitations est de 820 mm, avec 12,2 jours de précipitations en janvier et 6,3 jours en juillet. Pour la période 1991-2020, la température moyenne annuelle observée sur la station météorologique installée sur la commune est de 12,7 °C et le cumul annuel moyen de précipitations est de 819,5 mm,. Pour l'avenir, les paramètres climatiques de la commune estimés pour 2050 selon différents scénarios d'émission de gaz à effet de serre sont consultables sur un site dédié publié par Météo-France en novembre 2022.
| Mois                                  | jan.           | fév.             | mars          | avril         | mai             | juin          | jui.           | août           | sep.           | oct.            | nov.            | déc.             | année      |
| ------------------------------------- | -------------- | ---------------- | ------------- | ------------- | --------------- | ------------- | -------------- | -------------- | -------------- | --------------- | --------------- | ---------------- | ---------- |
| Température minimale moyenne (°C)     | 3,4            | 3                | 4,9           | 6,6           | 9,8             | 12,7          | 14,3           | 14,2           | 11,8           | 9,5             | 5,9             | 3,7              | 8,3        |
| Température moyenne (°C)              | 6,4            | 6,7              | 9,2           | 11,4          | 14,7            | 17,8          | 19,7           | 19,8           | 17,1           | 13,5            | 9,4             | 6,7              | 12,7       |
| Température maximale moyenne (°C)     | 9,3            | 10,5             | 13,5          | 16,2          | 19,6            | 23            | 25,1           | 25,4           | 22,4           | 17,6            | 12,9            | 9,8              | 17,1       |
| Record de froid (°C) date du record   | −13 16.01.1985 | −15,6 15.02.1956 | −9,6 01.03.05 | −2,8 07.04.08 | −1,5 01.05.1945 | 3,8 01.06.06  | 5,8 10.07.1948 | 5,6 07.08.1956 | 2,8 19.09.1952 | −3,3 30.10.1997 | −6,8 21.11.1993 | −10,8 21.12.1946 | −15,6 1956 |
| Record de chaleur (°C) date du record | 18,2 27.01.03  | 22,6 27.02.19    | 24,2 30.03.21 | 28,3 30.04.05 | 32,8 26.05.17   | 39,1 18.06.22 | 42 18.07.22    | 39,6 07.08.20  | 35,4 09.09.23  | 30,4 09.10.23   | 21,8 01.11.15   | 18,4 04.12.1953  | 42 2022    |
| Ensoleillement (h)                    | 726            | 1 023            | 1 473         | 1 827         | 2 034           | 2 131         | 229            | 2 326          | 1 987          | 1 227           | 913             | 776              | 18 733     |
| Précipitations (mm)                   | 87,9           | 67,5             | 58,4          | 58,3          | 61              | 48,5          | 44,2           | 50,3           | 59,5           | 88,8            | 94,1            | 101              | 819,5      |

### Transports

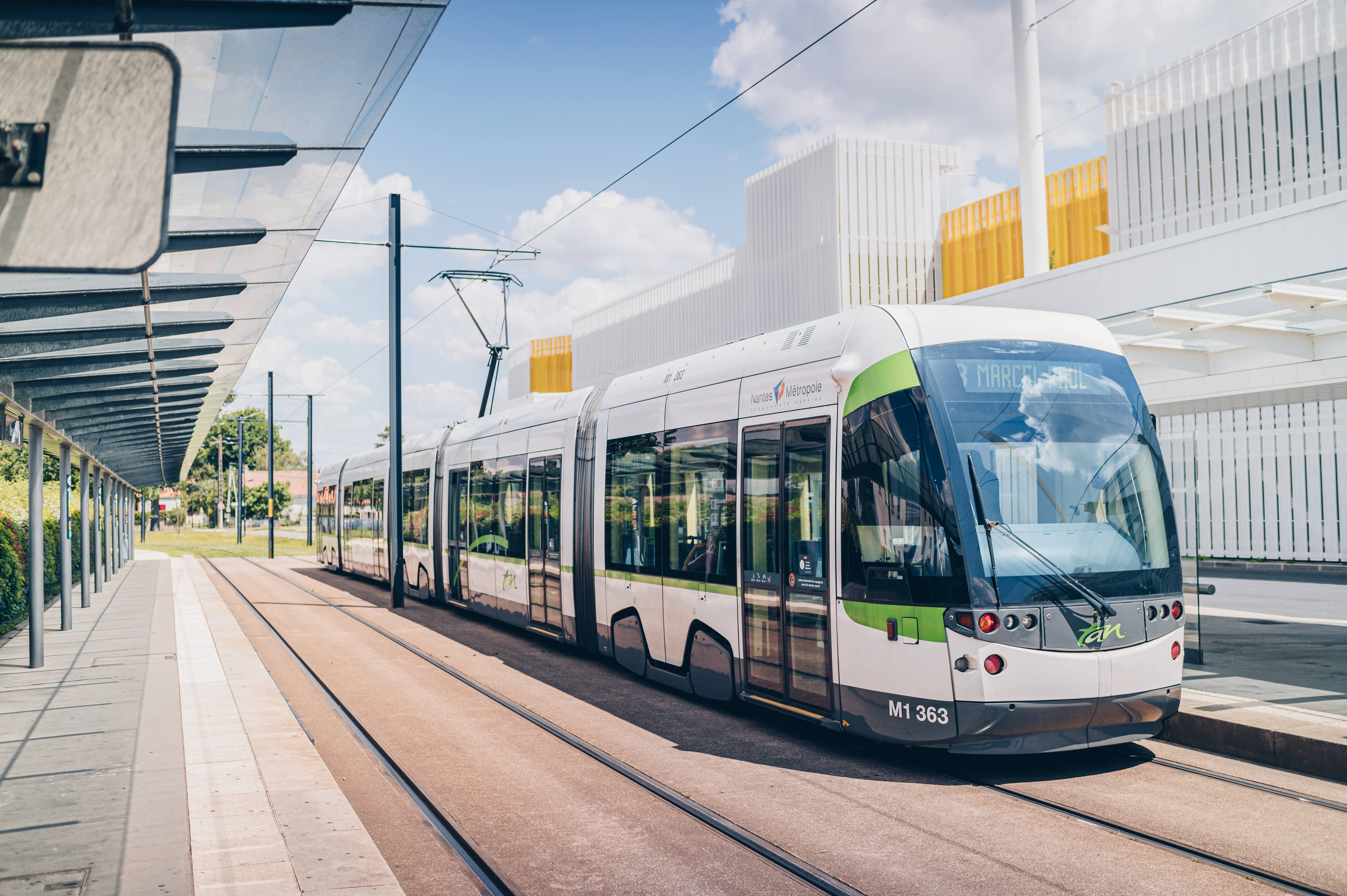
Tramway Neustrie

Bouguenais est desservie par une ligne de tramway (ligne 3), 7 lignes de bus (36, 38, 40, 78, 88, 98 et E8) et une navette aéroport du réseau TAN.
La commune est également desservi par la ligne 301 du réseau régional Aléop.

## Urbanisme

### Typologie
Au 1er janvier 2024, Bouguenais est catégorisée ceinture urbaine, selon la nouvelle grille communale de densité à sept niveaux définie par l'Insee en 2022.
Elle appartient à l'unité urbaine de Nantes, une agglomération intra-départementale regroupant 22  communes, dont elle est une commune de la banlieue,,. Par ailleurs la commune fait partie de l'aire d'attraction de Nantes, dont elle est une commune de la couronne,. Cette aire, qui regroupe 116 communes, est catégorisée dans les aires de 700 000 habitants ou plus (hors Paris),.

### Occupation des sols
L'occupation des sols de la commune, telle qu'elle ressort de la base de données européenne d’occupation biophysique des sols Corine Land Cover (CLC), est marquée par l'importance des territoires agricoles (50,7 % en 2018), en diminution par rapport à 1990 (54,5 %). La répartition détaillée en 2018 est la suivante : 
prairies (32 %), zones urbanisées (21,9 %), zones agricoles hétérogènes (17,6 %), zones industrielles ou commerciales et réseaux de communication (15,9 %), forêts (8,4 %), mines, décharges et chantiers (2,8 %), terres arables (1,1 %), eaux continentales (0,2 %). L'évolution de l’occupation des sols de la commune et de ses infrastructures peut être observée sur les différentes représentations cartographiques du territoire : la carte de Cassini (XVIIIe siècle), la carte d'état-major (1820-1866) et les cartes ou photos aériennes de l'IGN pour la période actuelle (1950 à aujourd'hui).

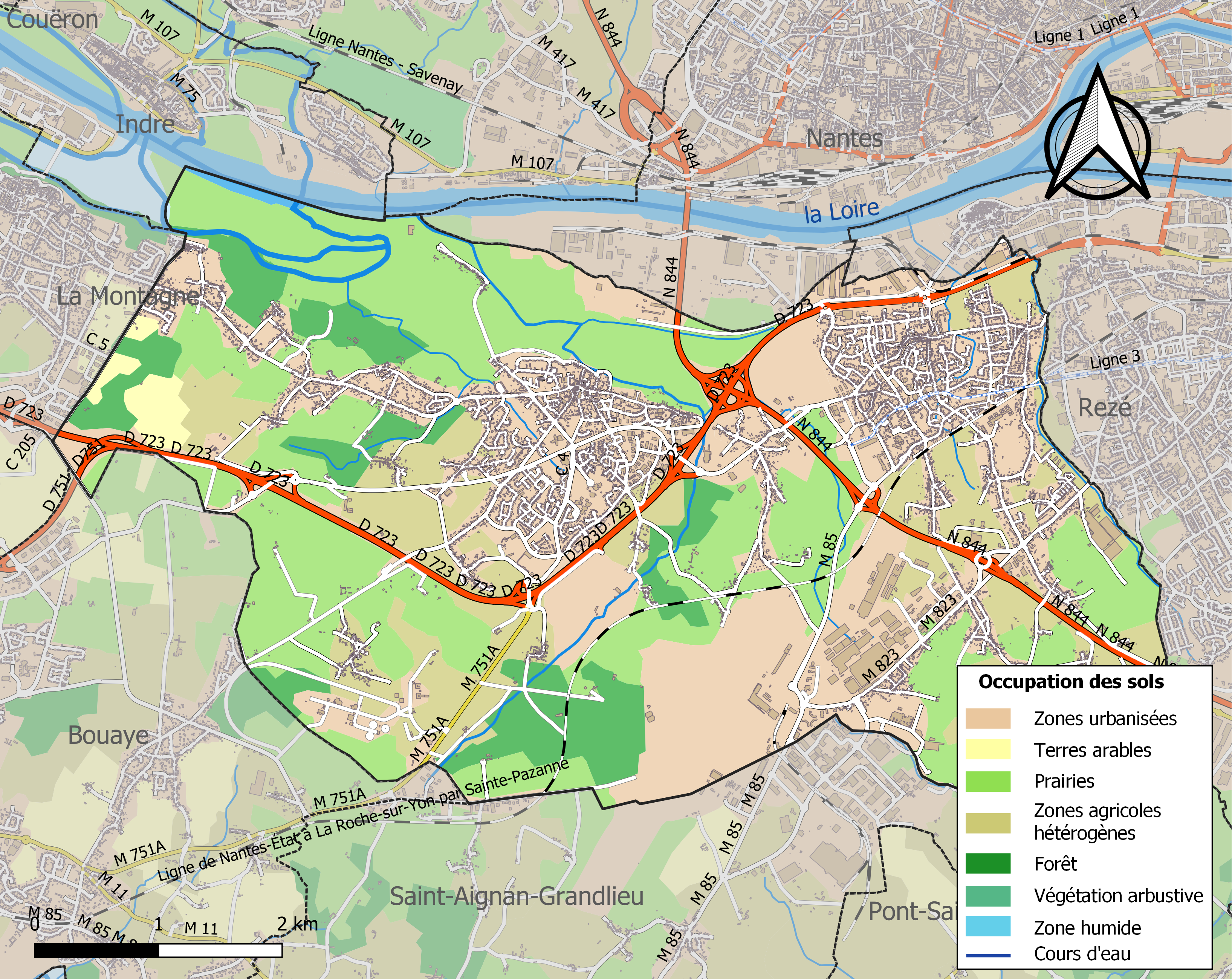
Carte des infrastructures et de l'occupation des sols de la commune en 2018 (CLC).

## Toponymie
Le nom de Bouguenais vient de celui d'un comte d’Herbauges du IXe siècle, Bégon, dont le nom est aussi à l'origine de Château-Bougon et de la Motte de Bougon.
Bouguenais possède un nom en gallo, la langue d'oïl locale, écrit Bógonaè selon l'écriture ELG ou Boug·naï et Boug·nè selon l'écriture MOGA. En gallo, le nom de la commune se prononce [bug.naj] ou [bug.nɛ],.
La forme bretonne proposée par l'Office public de la langue bretonne est Kervegon.

## Histoire

### Antiquité
On estime que la ville gallo-romaine de Ratiatum s'étendait sur le coteau, alors situé en bord de Loire, de l'actuel bourg de Rezé jusqu'aux Couëts. Quelques objets antiques ont été retrouvés près des Couëts, à un endroit où on pense qu'il y avait un sanctuaire médical. Une motte féodale fut également construite au XIe siècle à proximité de la commune.

### Moyen Âge et Temps modernes

#### LeIXesiècle
Les premières mentions textuelles du bourg de Bouguenais remontent au IXe s. En 840 Begon (Bego, dux Aquituniae) implante son castrum Begonis in Hebadillicam (dans le pays de l’Herbauge) à proximité de Nantes. Au XIe s., le Cartulaire de Redon mentionne un certain Glévian, prince de Begon (Beconensis princeps) qui fait donation à l’abbaye de Redon de l’église Sainte-Marie, de la moitié de ses dîmes et de toutes ses possessions. À partir du XIIe s., les seigneurs de Bougon apparaissent dans des chartes de la toute proche abbaye de Buzay. De nombreux conflits vont émailler les relations entre les seigneurs de Bougon et les moines cisterciens de cette abbaye. En 1179, une Bulle papale d’Alexandre III est d’ailleurs citée dans le recueil des actes de Buzay et mentionne les possessions respectives des deux antagonistes.
Durant la période de crise qui suit la mort de l'empereur Louis le Pieux en 840, Charles le Chauve, alors roi d'Aquitaine, charge son parent Bego/Bégon, nommé « duc d'Aquitaine », d'empêcher l'expansion bretonne dans la région de Nantes.
Bego installe ici d’une place fortifiée, qui peut être située au lieudit la Basse-Mothe. En 843 ou 844, il est tué au cours d'un combat contre Lambert, comte de Nantes, rebelle à Charles, ou contre Gontier, comte d'Herbauges ; ensuite, la forteresse tombe aux mains d'un groupe de Normands. Finalement, la mission de Bego est un échec, puisqu'après avoir pris Nantes, les Bretons (Nominoë, puis Erispoë) obtiennent en 851 le contrôle sur le Pays de Retz, jusque-là considéré comme partie du comté de Poitiers.
En 1148 un prieuré de Bénedictins est fondé au lieu-dit de la Bouvre, à moins d'un km à l'est du bourg. Ce prieuré est abandonné en 1790 et ne laisse que peu de traces tangibles dans le paysage.

#### La seigneurie de Bougon
À partir du Xe siècle, la seigneurie de Bougon est détenue par une famille qui s'identifie au XIIIe siècle sous le nom de Chasteigner parmi les vassaux du duc de Bretagne (Herlin de Bougon = Herbelin Chasteigner, seigneur de Bougon). Au XVe siècle, la seigneurie passe par mariage à la famille de la Lande, avec Jean de Machecoul, seigneur de Vieillevigne.
Au milieu du XIIIe s., la famille des Chasteignier prend le titre de Seigneurs de Bougon, titre qu’elle conservera jusqu’en 1473.

#### Le monastère des Couëts
Au XIIe siècle, un monastère féminin de bénédictines est créé sur le site des Couëts, alors situé dans un lieu écarté entre les forêts de Bougon et de Touffou.
Une agglomération se crée alors autour du monastère, la chapelle servant occasionnellement de lieu de culte public.
Au XVe siècle, la discipline paraissant trop relâchée, le duc François II fait appel à sa tante, Françoise d'Amboise, duchesse de 1450 à 1457, devenue carmélite à Vannes en 1468. En 1477, Françoise d'Amboise et plusieurs sœurs carmélites s'installent aux Couëts après l'éviction, pas très facile, des bénédictines dirigées par Guillemette Le Gac. Les Carmélites conservent le couvent jusqu'à la fin du XVIIIe siècle. Durant ces trois siècles, le monastère des Couëts héberge des femmes de haut rang social.
Dans les années 1790-1792, sous la direction d'une Langlais de la Rouxière, c'est un foyer d'opposition à la réforme du clergé. À la suite de son refus de recevoir l'évêque constitutionnel de Nantes François Minée, le 3 mai 1791, une première manifestation de femmes nantaises a lieu devant le monastère. Une seconde manifestation le 3 juin aboutit à l'invasion du couvent : les religieuses présentes sont fouettées (épisode des « fouetteuses des Couëts »), puis ramenées à Nantes et incarcérées au château. Elles sont rapidement libérées, mais, à la demande du maire de Bouguenais, Deméocq, quittent le couvent pour s'installer dans diverses familles sympathisantes. Puis elles y reviennent pour quelque temps, avant un départ définitif le 17 septembre 1792. Le monastère est vendu comme bien national et les bâtiments détruits.
Au XIXe siècle, sur leur emplacement, des bâtiments nouveaux hébergeront le Petit séminaire de Nantes ; au XXe siècle, ils sont pris en charge par l'institution des Orphelins d'Auteuil, actuellement sous la forme du lycée professionnel Louis-Brottier (lycée hôtelier).

#### Saint-Pierre de Bouguenais
Au XVIIIe siècle, la paroisse Saint-Pierre de Bouguenais est répartie entre deux seigneuries principales : la châtellenie de Touffou, qui appartient au roi, et la seigneurie de Bougon, qui appartient alors à un anobli, Robineau. Parmi les autres, se trouve la seigneurie du Chaffault, détenue par la famille Chaurand, des négociants nantais.

### La période de la Révolution française
Au début de la Révolution, lors de la création des communes, le territoire de la paroisse Saint Pierre de Bouguenais est conservé pour former la commune de Bouguenais.
Comme dans la plupart des communes rurales du département, les habitants sont hostiles à la réforme du clergé de 1790-1791 ; trois prêtres constitutionnels se succèdent, tandis que les prêtres réfractaires maintiennent un culte plus ou moins clandestin.
En mars 1793, au moment de la Levée en masse, la commune est requise pour fournir 12 soldats. La majorité royaliste de la population se soulève contre la République, s'intégrant ensuite aux forces de l'armée du Pays de Retz, dirigée par Charette. Les républicains se réfugient à Nantes, où curieusement, l'ancien seigneur Robineau de Bougon est un des principaux responsables de la garde nationale.
Bouguenais est particulièrement bien placée pour surveiller l'arsenal d'Indret et est le point de départ des attaques vendéennes contre cette usine considérée comme essentielle par les autorités de Nantes. Cette situation est à l'origine du drame de mars 1794 : l'arrestation par les troupes républicaines d'Indret de 209 habitants, fusillés au château d'Aux, les 2 et 3 avril, faisant de Bouguenais une des communes les plus touchées par la répression de l'insurrection vendéenne.

### LeXXesiècle
La carrière de pierres de La Roche Ballue est exploitée du début du XIXe siècle jusqu'en 1977. Dans les années 1920, l'activité aéronautique s'implante à Bouguenais (grâce à Wibault racheté en 1934 par Breguet), commune choisie comme site de l'aérodrome de Nantes. L'usine connue plus tard, en particulier en mai 1968, sous le nom de Sud-Aviation, est incluse aujourd'hui dans Airbus.
En 2015, DCNS installe à Bouguenais un site de bureaux d'études (Technocampus Ocean), annexe au site de Nantes-Indret.

## Emblèmes

### Héraldique
| Blason | Blasonnement : De gueules à la bande dentelée d'or accompagnée de deux molettes d'éperon du même. Commentaires : Sceau de la cour de Bougon (armes pleines de Jean Fournier de La Pinsonnière et de Bougon) – Brevet d'Hozier (1696). Blason (délibération municipale du 5 juillet 1958) enregistré en 1964. |

### Devise
La devise de Bouguenais : « Ad Alta. » (« Vers les hauteurs », symbole de générosité). War-zu an Uhel en langue bretonne.

## Politique et administration

### Politique de développement durable
La ville a engagé une politique de développement durable en lançant une démarche d'Agenda 21 en 2008.

### Tendances politiques et résultats
Les personnalités exerçant une fonction élective dont le mandat est en cours et en lien direct avec le territoire de la commune de Bouguenais sont les suivantes :
| Élection        | Territoire         | Titre                          | Nom                                | Début de mandat | Fin de mandat |
| --------------- | ------------------ | ------------------------------ | ---------------------------------- | --------------- | ------------- |
| Municipales     | Bouguenais         | Maire                          | Sandra Impériale                   | 2020            | 2026          |
| Départementales | Rezé-1             | Conseiller départemental       | Freddy Hervochon et Myriam Bigeard | 29 mars 2015    | 2021          |
| Législatives    | 4e circonscription | Députée                        | Aude Amadou                        | 2017            | 2022          |
| Régionales      | Pays de la Loire   | Présidente du conseil régional | Christelle Morançais               | Décembre 2015   | Décembre 2021 |
| Présidentielles | France             | Président de la République     | Emmanuel Macron                    | 14 mai 2017     | mai 2022      |

## Population et société

### Démographie
Selon le classement établi par l'Insee, Bouguenais fait partie de l'aire urbaine, de l'unité urbaine, de la zone d'emploi et du bassin de vie de Nantes. Toujours selon l'Insee, en 2010, la répartition de la population sur le territoire de la commune était considérée comme « intermédiaire » : 28 % des habitants résidaient dans des zones « denses », 65 % dans des zones « intermédiaires » et 8 % dans des zones « peu denses ».

#### Évolution démographique
L'évolution du nombre d'habitants est connue à travers les recensements de la population effectués dans la commune depuis 1793. Pour les communes de plus de 10 000 habitants les recensements ont lieu chaque année à la suite d'une enquête par sondage auprès d'un échantillon d'adresses représentant 8 % de leurs logements, contrairement aux autres communes qui ont un recensement réel tous les cinq ans,.

En 2022, la commune comptait 20 590 habitants, en évolution de +8,09 % par rapport à 2016 (Loire-Atlantique : +6,68 %, France hors Mayotte : +2,11 %).
| 1793  | 1800  | 1806  | 1821  | 1831  | 1836  | 1841  | 1846  | 1851  |
| ----- | ----- | ----- | ----- | ----- | ----- | ----- | ----- | ----- |
| 2 790 | 2 376 | 2 710 | 3 165 | 3 287 | 3 272 | 3 281 | 3 360 | 3 413 |

| 1856  | 1861  | 1866  | 1872  | 1876  | 1881  | 1886  | 1891  | 1896  |
| ----- | ----- | ----- | ----- | ----- | ----- | ----- | ----- | ----- |
| 3 637 | 3 877 | 3 729 | 3 709 | 3 642 | 3 599 | 3 768 | 3 897 | 3 761 |

| 1901  | 1906  | 1911  | 1921  | 1926  | 1931  | 1936  | 1946  | 1954  |
| ----- | ----- | ----- | ----- | ----- | ----- | ----- | ----- | ----- |
| 3 865 | 3 826 | 3 796 | 3 897 | 3 784 | 4 158 | 4 162 | 4 810 | 6 523 |

| 1962  | 1968   | 1975   | 1982   | 1990   | 1999   | 2006   | 2011   | 2016   |
| ----- | ------ | ------ | ------ | ------ | ------ | ------ | ------ | ------ |
| 8 777 | 10 047 | 11 684 | 14 043 | 15 099 | 15 631 | 16 503 | 18 343 | 19 049 |

| 2021   | 2022   | - | - | - | - | - | - | - |
| ------ | ------ | - | - | - | - | - | - | - |
| 20 410 | 20 590 | - | - | - | - | - | - | - |

#### Pyramide des âges
La population de la commune est relativement jeune.
En 2018, le taux de personnes d'un âge inférieur à 30 ans s'élève à 35,7 %, soit en dessous de la moyenne départementale (37,3 %). À l'inverse, le taux de personnes d'âge supérieur à 60 ans est de 22,9 % la même année, alors qu'il est de 23,8 % au niveau départemental.
En 2018, la commune comptait 9 634 hommes pour 10 024 femmes, soit un taux de 50,99 % de femmes, légèrement inférieur au taux départemental (51,42 %).
Les pyramides des âges de la commune et du département s'établissent comme suit.
| Hommes | Classe d’âge | Femmes |
| ------ | ------------ | ------ |
| 0,4    | 90 ou +      | 1,0    |
| 5,7    | 75-89 ans    | 7,9    |
| 14,5   | 60-74 ans    | 16,2   |
| 21,8   | 45-59 ans    | 21,2   |
| 19,7   | 30-44 ans    | 20,2   |
| 16,4   | 15-29 ans    | 15,4   |
| 21,7   | 0-14 ans     | 18,1   |

| Hommes | Classe d’âge | Femmes |
| ------ | ------------ | ------ |
| 0,6    | 90 ou +      | 1,8    |
| 6      | 75-89 ans    | 8,6    |
| 15,1   | 60-74 ans    | 16,4   |
| 19,4   | 45-59 ans    | 18,8   |
| 20,1   | 30-44 ans    | 19,3   |
| 19,2   | 15-29 ans    | 17,4   |
| 19,5   | 0-14 ans     | 17,6   |

## Économie
Aviation et aéronautique

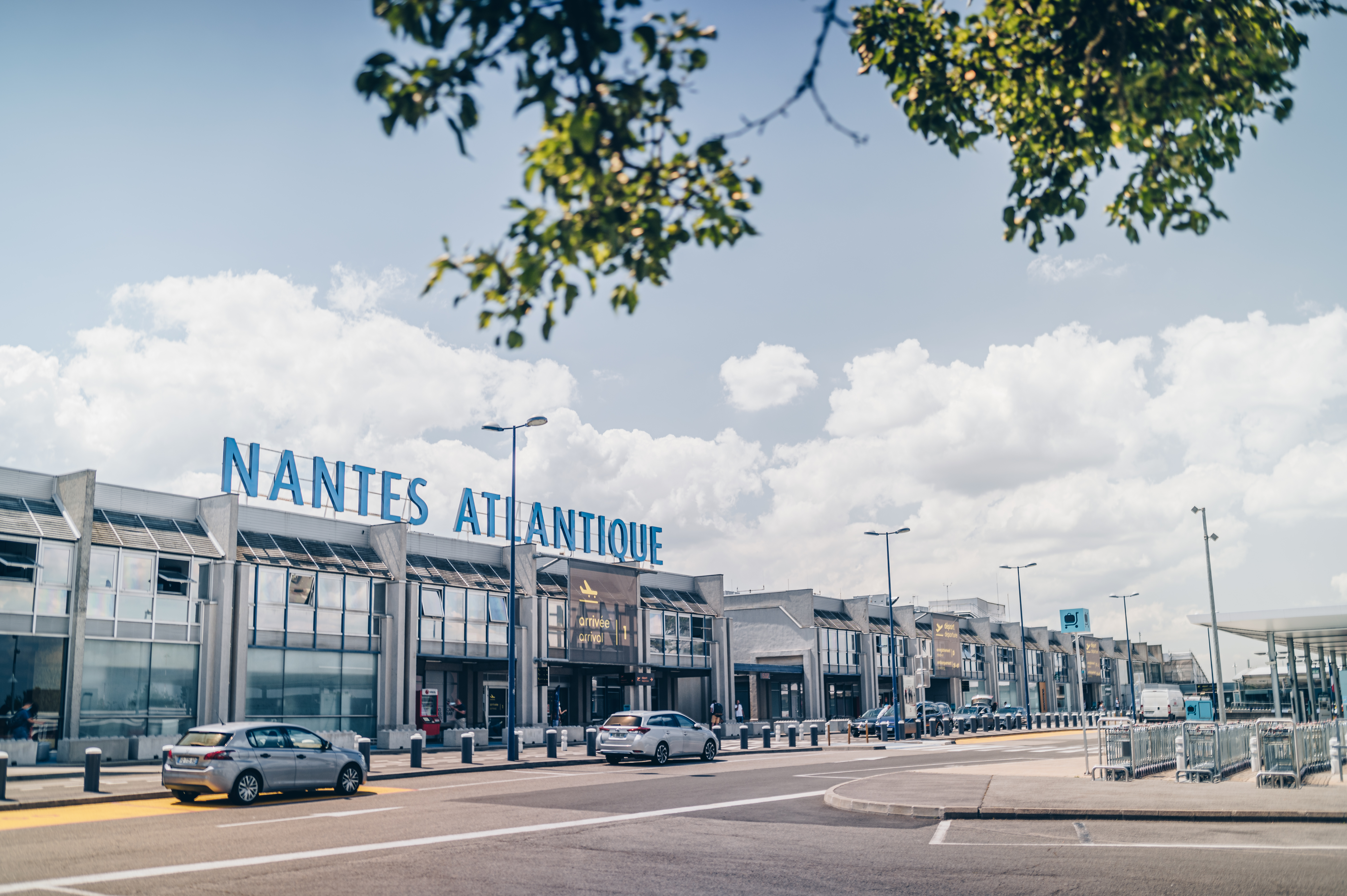
L'Aéroport Nantes Atlantique

Bouguenais est depuis les années 1920 le lieu d'implantation de l'activité aéronautique dans la région nantaise.
- L'aéroport de Nantes-Atlantique, aussi appelé dans l'usage courant Château-Bougon, se situe sur le territoire des communes de Bouguenais et Saint-Aignan-Grandlieu, la zone d'activité où il est situé, nommée D2A, concentre l'essentiel des emplois et activités de la ville. S'y trouve notamment: Extension de l'usine Airbus dédiée à l'A380.

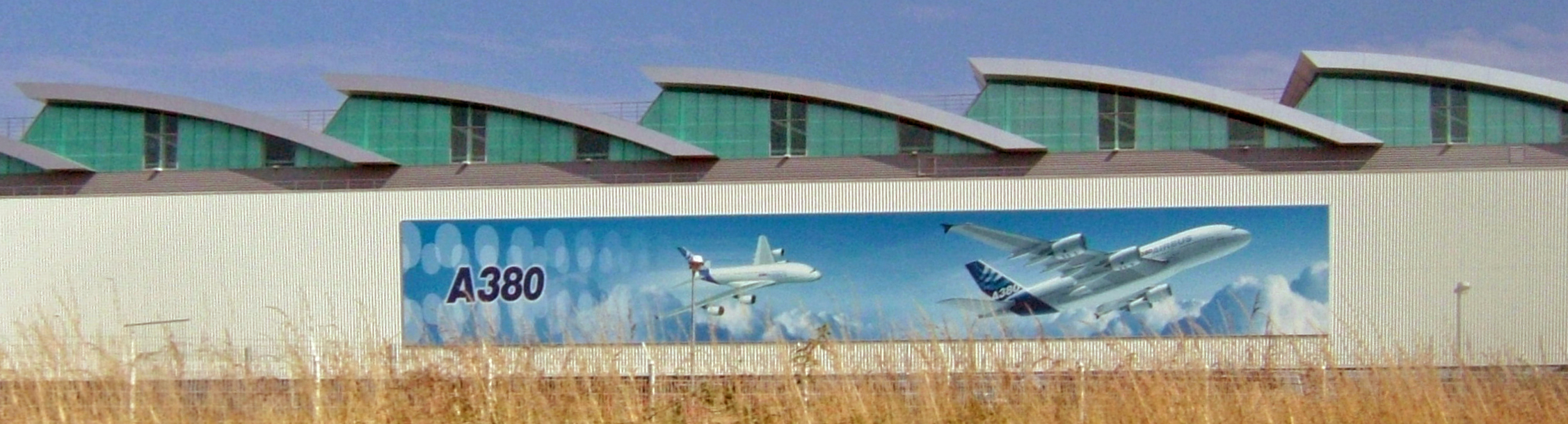
Extension de l'usine Airbus dédiée à l'A380.

- L'usine Airbus de Nantes, auparavant Sud-Aviation se trouve rue de l'Aviation à Bouguenais, et est spécialisée dans les fuselages centraux des avions.
- Un centre de recherche dédié aux matériaux composites.
- Le siège de LCB, chaîne d'information.
- La société de transport aérien Régional, devenue Hop! y avait également son siège social.
- La commune accueille depuis 1975 un centre du Laboratoire central des ponts et chaussées qui abrite huit unités de recherche et 250 agents.
- Bouguenais accueille également l'Aéroclub de Loire Atlantique, créé en 1920.

### Revenus de la population et fiscalité
En 2010, le revenu fiscal médian par ménage était de 31 031 €, ce qui plaçait Bouguenais au 12 270e rang parmi les 31 525 communes de plus de 39 ménages en métropole.

## Vie de la commune

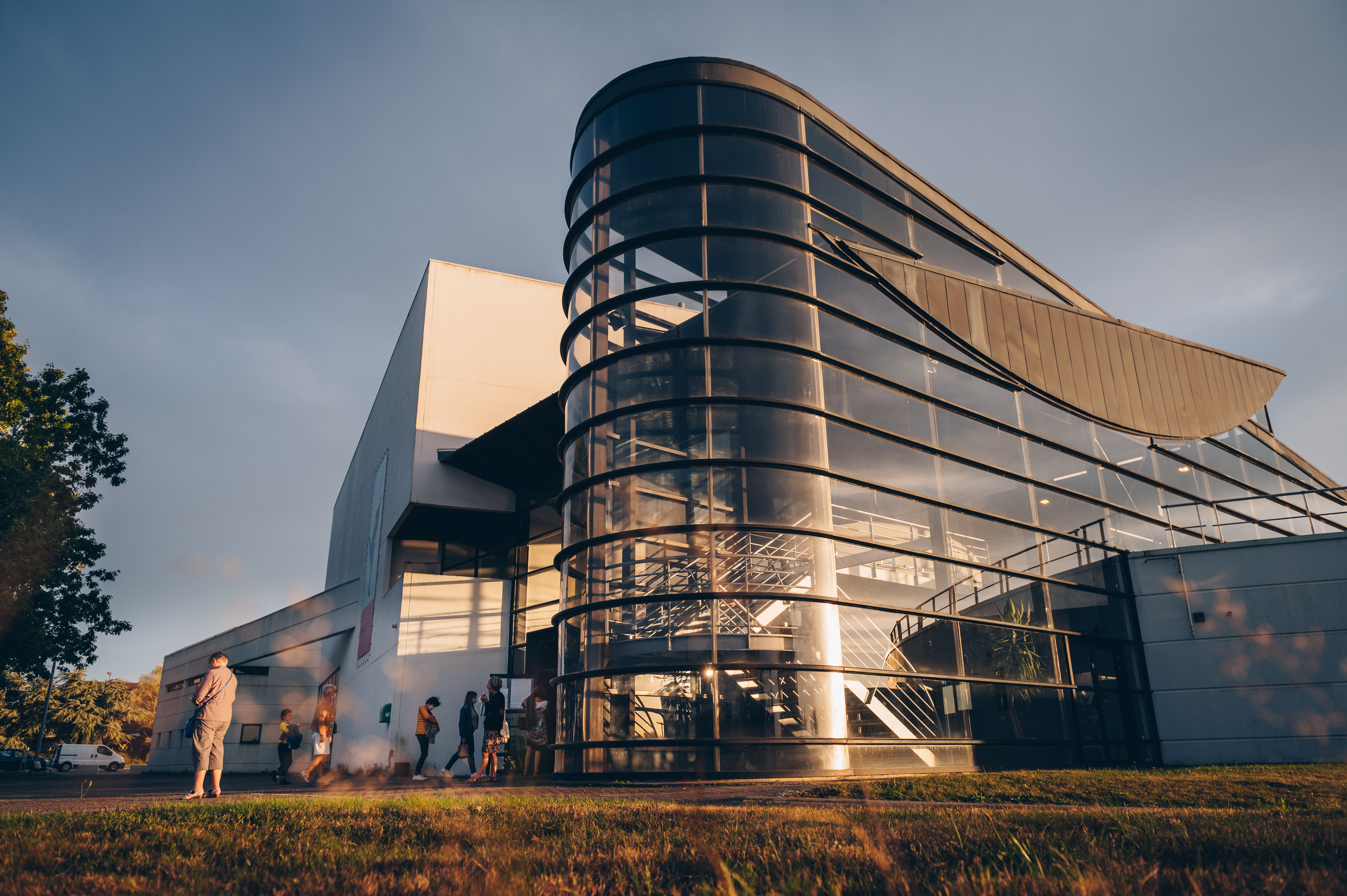
Le Piano'cktail

### Culture

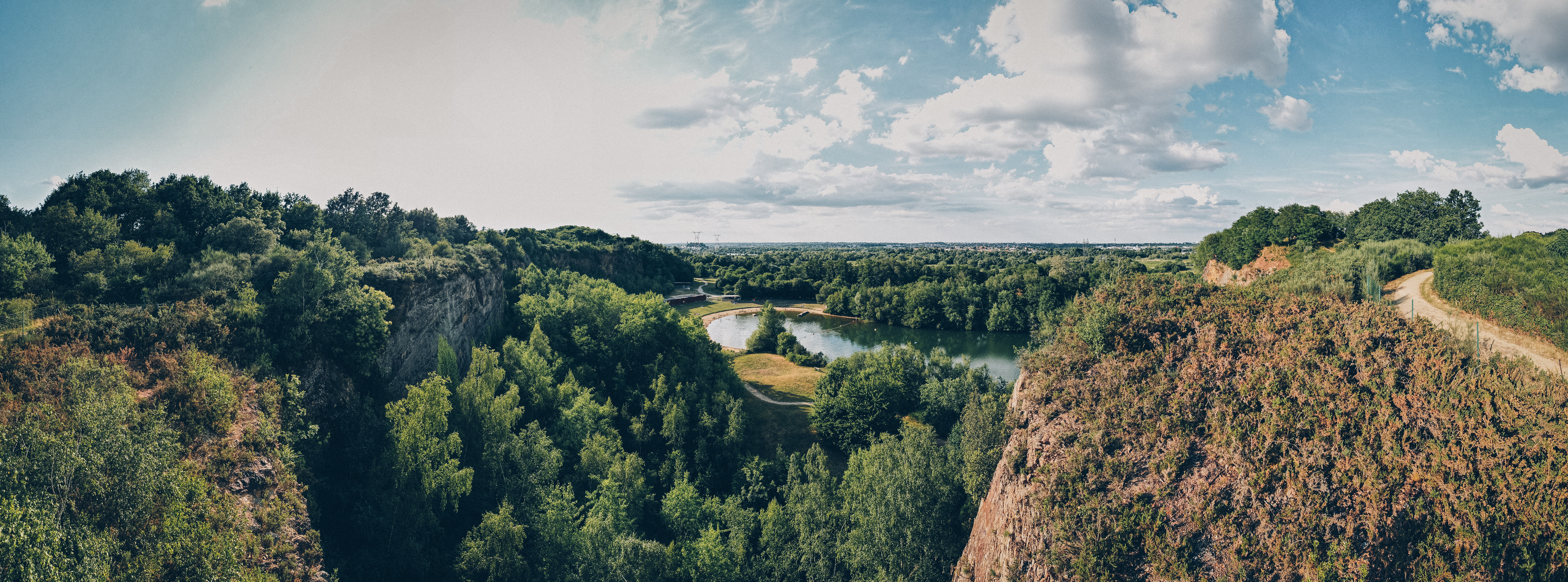
La Roche Ballue

- Centre culturel Piano'cktail
- Cinéma Beaulieu
- Médiathèque CondorcetLa Roche Ballue

### Sports
- Complexe sportif de la Croix Jeannette
- Complexe sportif de La Neustrie aux Couëts
- Salle des Bélians
- Salle de danse Marius Petipa

### Jumelages et relations internationales
- Ginsheim-Gustavsburg
- Anabta
- El Tuma-La Dalia
- Șiria
- Communauté rurale de Yenne

## Lieux et monuments

### Édifices religieux
- Église Saint-Pierre, construite en 1905 à la place de l'église du XVe siècle ;
- Église des Couëts.

Église Saint-Pierre
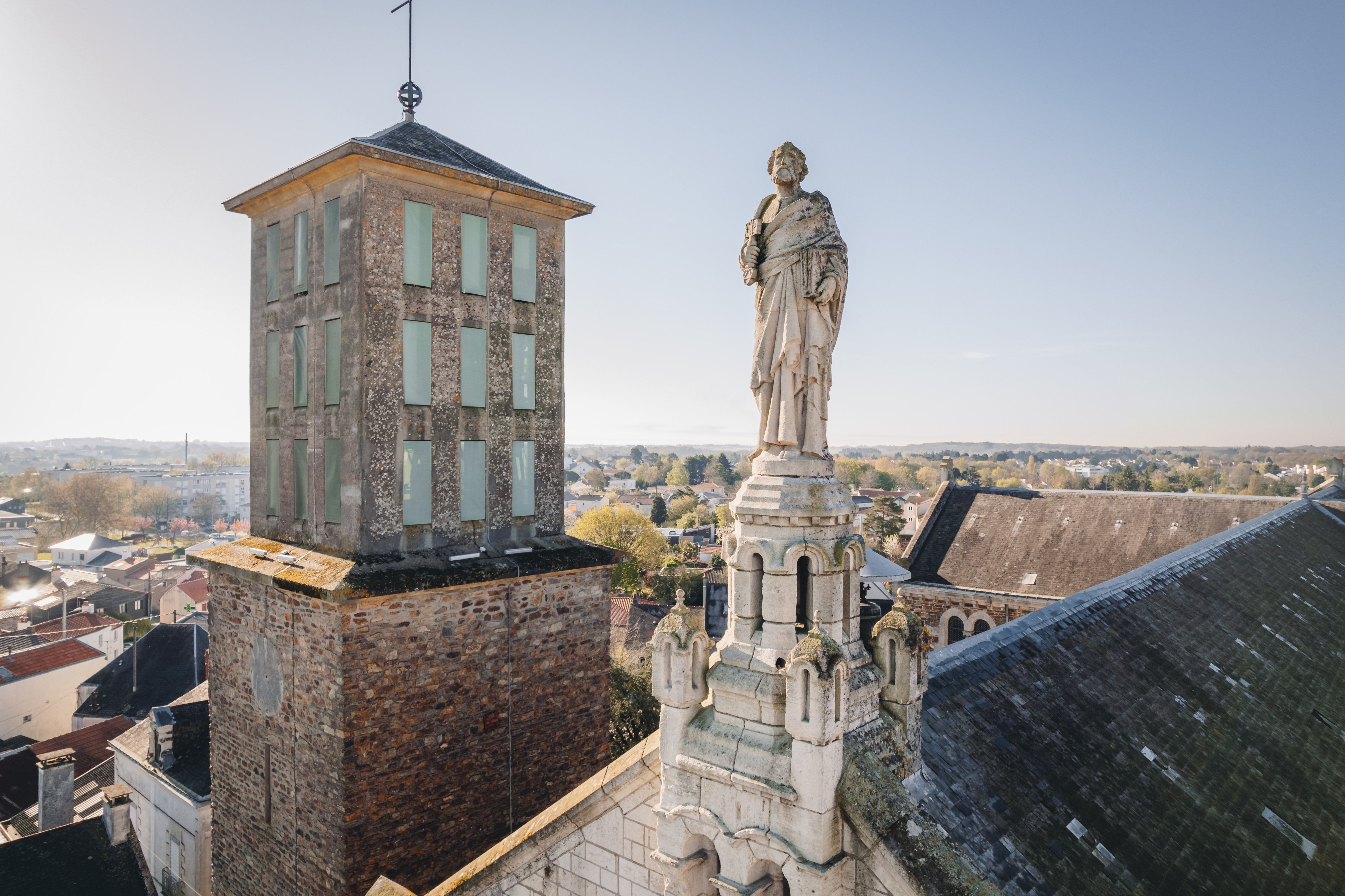
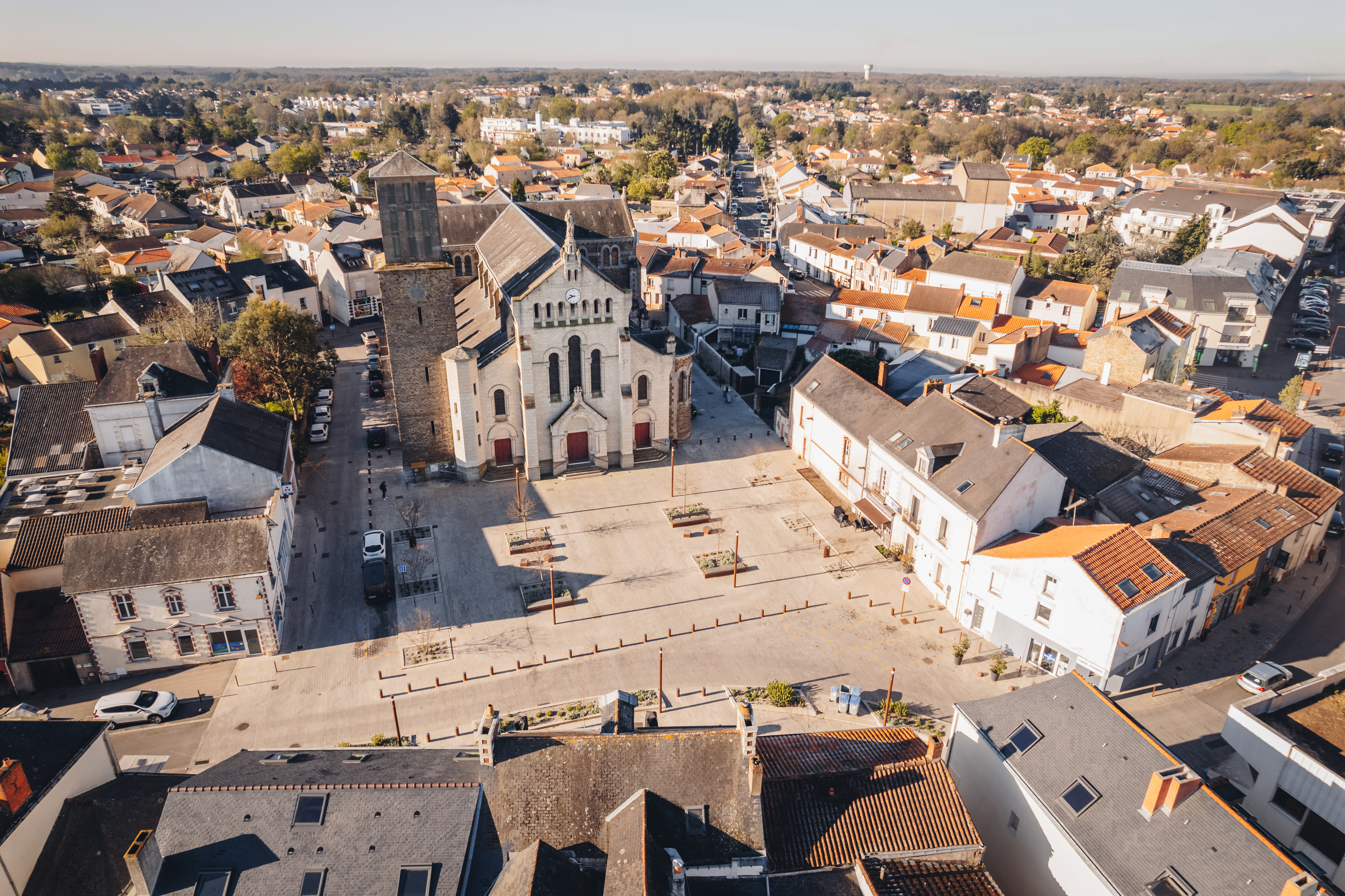
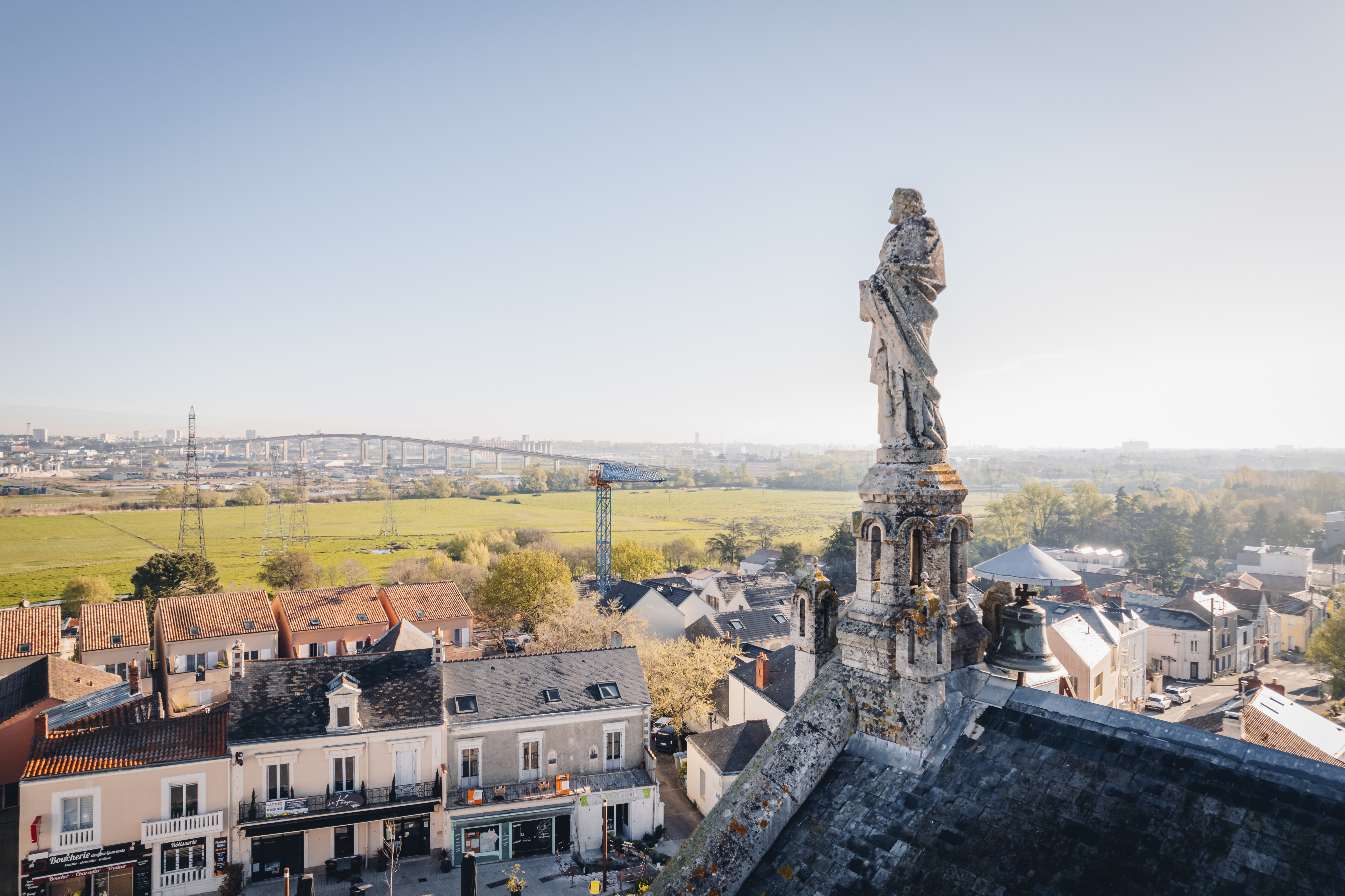

### Villages

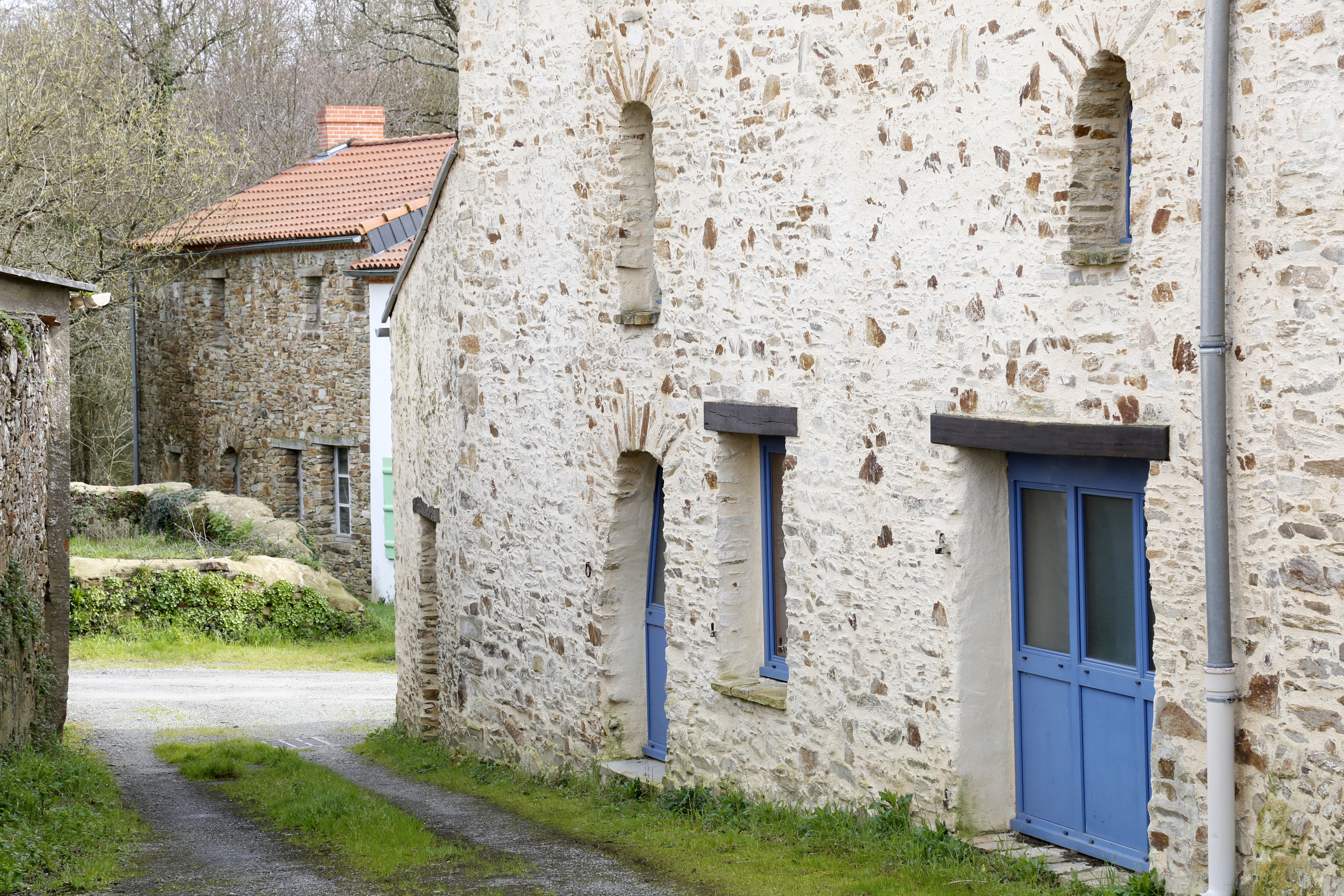
Village de la Ville au Denis

- Village La Ville au Denis ;
- Village de la Matrasserie ;
- Village de Port Lavigne[30] ;
- Village des Bauches du désert.

### Châteaux
- Le château de la Guérinière, du XVIe siècle ;
- Le logis du Désert, du XVIe siècle ;
- Le château du Chaffault, du XVIIIe siècle (détruit en 2009) ;
- Le château de la Basse-Mothe, du XIXe siècle ;
- Le château de Bougon.

### Patrimoine naturel
- la carrière de la Roche Ballue où se trouve un site ornithologique[31] ;
- le bois du Brossais ;
- le bois du Breuil ;
- le chemin des Canotiers ;
- le parc du Champ Toury.

## Personnalités liées à la commune
- Françoise d'Amboise (1427-1485), prieure du monastère des Couëts de 1477 à sa mort ;
- François Fellonneau (1744-1801), juriste et homme politique français, maire de Nantes de 1800 à 1801 ;
- Joseph Michel Félicité Vincent Robineau de Bougon (1773 à Bouguenais-1862 à La Cornuaille), homme politique, député de Loire-Inférieure de 1834 à 1837.
- Jérôme Robineau de Bougon (1779 à Bouguenais-1851 au Louroux-Béconnais), homme politique.
- Alfred Bascher (1827-1890), officier, maire, premier président et fondateur de la Société nantaise de Photographie.
- Germain Delatousche (1898-1966), peintre, y est mort ;
- François Autain (1935-2019), sénateur et conseiller municipal PG de Bouguenais, ancien ministre de François Mitterrand ;
- Patrice Martin (né en 1964), multi-champion du monde, de France et d'Europe de ski nautique ;
- Cyrille Guimard (né en 1947), coureur cycliste et directeur sportif, né dans la commune en 1947.